# مسجد الکتبیه
مسجد الکتبیه (عربی: جامع الكتبية) در وسط شهر مراکش در نزدیکی میدان مسجد الفنا واقع شده‌است، علت اینکه این مسجد الکتبیه خوانده می‌شود این است که اعراب معتقد است که اسم این مسجد از کلمه کتبیین گرفته شده که عبارت است از اسم یک بازار فروش کتاب در قدیم که معتقدند این بازار نزدیک یا در کنار مسجد بوده‌است.

## تاریخچه
تاریخ ساخت مسجد به دوران و عهد تمدن‌های هنری برمی‌گردد و خود مسجد گواه تاریخ هنری خودش می‌باشد. همانا این مسجد از طرف خلیفه عبدالمومن بن علی الکومی در سال ۱۱۴۷ میلادی بر روی خرابه‌های قصر سنگی سلسله مرابطون در مراکش که باقی‌مانده این قصر در کاوش‌های باستانشناسی در این محل کشف شده، ساخته شده‌است.
اما مسجد دوم که از بابت حجم و اندازه مشابه همان ساختمان اول مسجد است در سال ۱۱۵۸ میلادی ساخته شده‌است، در نمازخانه مستطیلی شکل این مسجد تعداد هفده طاق‌های گنبدی به شکل عمودی رو به قبله به‌طور منظم در کنار هم مشاهده می‌گردد، این نمازخانه همچنین دارای طاقها و ستونهای متقارن و هم شکل می‌باشد، این نمازخانه با غنچه‌های گل منحصر بفردی آراسته و تزئین شده‌است که فقط در مسجد القرویین در فاس مراکش وجود دارد. در کنار هم قرار گرفتن و طاق قبله مسجد با پنج گنبد و طاق مرکزی این مسجد بیانگر طراحی خاص ساختمان دین‌های یکتاپرست می‌باشد که در تمامی نقاط مختلف مغرب (مراکش) اسلامی تأثیر به سزایی داشته‌است. نویسنده کتاب «تجزیه وتحلیل گام به گام در یادآوری خبرهای مراکش» نوشته‌است: عبدالمومن ساختمان مسجد دیگری را اداره و مدیریت کرد که در آن مردم در روز جمعه جمع شوند، وی شروع به ساختن مسجد جامع در این شهر نمود و مسجد دیگری را که در پایین شهر قرار داشت و توسط علی بن یوسف بنا شده بود را از بین برد و منهدم ساخت.

## توصیفات
مسجد الکتبیه یکی از مهم‌ترین و با ارزشترین مساجد در مغرب (مراکش) می‌باشد، این مسجد دارای بعدهای استثنایی می‌باشد منجمله مساحت این ساختمان برابر با ۵۳۰۰ متر مربع می‌باشد که شامل ۱۷ قسمت یا بخش و۱۱ گنبد نقاشی شده می‌باشد. مسجد و مناره نقاشی شده در قسمتهای بالایی آن به رنگ فیروزه‌ای سمبل و رمز این شهر (مراکش) می‌باشد. منبر مسجد الکتبیه ارزشمند که همراه با چرخ برای حرکت می‌باشد یکی از درخشانترین هنرهای نجاری اسلامی می‌باشد. این منبر در قرطبه در ابتدای قرن ۱۲ و به درخواست یکی از امیران سلسله المرابطون به نامه علی بن یوسف بن تاشفین برای قرار دادن در مسجدی که وی ساخته بود درست شد، این منبر بعداً در سال ۱۱۵۰ میلادی به مسجد الکتبیه منتقل گردید.